# Maaser Sheni
Maaser Shení (en hebreu: מעשר שני) (en català: "el segon delme") és el vuitè tractat del seder Zeraïm (en català: "llavors") de la Mixnà, i del Talmud. Tal com els altres tractats d'aquest ordre de la Mixnà, llevat del tractat Berajot, que només té una Guemarà, en el Talmud de Jerusalem. Aquest tractat analitza l'obligació d'oferir el segon delme, així com les lleis de Revai. En els dies del Temple de Jerusalem, la pràctica de separar el Maaser Sheni, consistia en la separació d'un 10% per cent de la collita, d'un determinat producte agrícola, del primer, segon, quart, i cinquè any, d'un període agrícola de set anys, amb el propòsit de portar aquest delme al Temple.